# Снижение уровня Аральского моря
Снижение уровня Аральского моря — антропогенно-природная экологическая катастрофа, связанная с потерей во второй половине XX века 90% водного объёма Аральского моря и образованием на его месте пустыни Аралкум. По расчётам современных учёных, влияние антропогенных факторов на снижение уровня Арала превысило 70%. Резкое сокращение началось в связи с развитием сельского хозяйства в Приаралье, в первую очередь — интенсивным выращиванием хлопка на орошаемых полях. Для полива плантаций к 1960-м годам был разобран весь сток питающих Аральское море рек Амударьи и Сырдарьи, устроенные многочисленные водохранилища и каналы нарушили баланс между поступлением воды и испарением. В 1985—1986 годах уровень моря снизился с 53 до 41 м (относительно уровня Балтийского моря), пересох пролив Берга, Арал распался на два независимых водоёма — Большой и Малый. К 2002 году уровень упал ещё на 10 м, в 2006 году от Большого Арала отделилась глубоководная часть — бывший залив Тще-Бас. С 1960-го к 2009 году площадь Аральского моря сократилась с 67499 км² до 6700 км².
По оценке Всемирной метеорологической ассоциации, усыхание Арала является одним из крупнейших антропогенных экологических кризисов XX века. В радиусе до 100 км от прежних границ моря климат изменился на резко континентальный, в несколько раз сократилось количество осадков, погибли тугайные леса, исчезло более 130 видов животных и 30 видов рыб. Пыльные бури разносят на дальние расстояния песок с пересохшего дна и накопленные в нём химические загрязнители. Пылеперенос спровоцировал многократный рост респираторных, глазных, онкологических и других заболеваний у населения Приаралья. Помимо этого, жители столкнулись с массовой безработицей из-за остановки рыбной и судостроительной промышленности.
При условии полного прекращения забора воды из стоков Амударьи и Сырдарьи для восстановления прежнего уровня моря потребовалось бы свыше 100 лет. Пять стран бассейна — Казахстан, Кыргызстан, Узбекистан, Таджикистан и Туркменистан — при поддержке Евросоюза и других стран реализуют проекты частичного восстановления Аральского моря, однако в силу политических и экономических причин единства в усилиях достичь не удаётся. Современные учёные считают возрождение Арала невозможным.

## Причины и динамика усыхания
Аральское море испытывает антропогенное влияние на протяжении тысячелетий. Уже в античности, к IV—VI векам до н. э., в Приаралье была развита ирригация, остатки рукотворных оросительных каналов распределены по территории в 10 млн га. В XIII—XIV веках н. э. море значительно обмелело, предположительно, его уровень упал ниже 29 м (относительно Балтики). Причиной послужил антропогенный поворот Амударьи в сторону Каспийского моря, вызванный монгольским вторжением в Центральную Азию: тогда были разрушены ирригационные системы Хорезма и река по руслу Узбоя направилась в Каспий. В середине XVII века Амударья снова повернулась к Аралу, уровень моря вернулся к прежним отметкам. Всего за последние десять тысяч лет Аральское море высыхало и возвращалось как минимум пять раз, в постплиоценовскую эпоху оно достигало Каспийского моря.
В XX веке Аральское море до усыхания являлось четвёртым по площади озером в мире (после Каспийского моря, Верхнего озера в Северной Америке и озера Виктория в Африке). В 1960 году его уровень составлял 53 метра, объём — 1066 км³, площадь — 66 000 км², солёность — 10 г/л, длина береговой линии превышала 4430 км. Подводная гряда, протянувшаяся с севера на юг, разделяла его на глубоководную западную (до 69 м) и мелкую (максимум 28 м) восточную части. Связывали эти бассейны два пролива: широкий и глубокий пролив Берга и узкий мелководный Аузы-Кокарал. Две трети водных ресурсов Арала формировались в системе Амударьи и треть — в системе Сырдарьи. По истории наблюдений с 1911 по 1960 год, режим моря был стабилен и средний годовой уровень колебался только в рамках сезонных показателей на 0,3 м. Ихтиофауна насчитывала около 200 видов беспозвоночных и 32 вида рыб. В акватории насчитывалось около 1100 островов суммарной площадью 2235 км², из них 1585 км² периодически затапливались. Крупнейшими островами являлись Кокарал (311 км²), Барсакельмес (170 км²) и Возрождения (169 км²).
Деградация Аральского моря началась в 1950-х годах в связи с новой экономической стратегией Советского Союза: стране требовался хлопок для лёгкой промышленности, производства боеприпасов и ракетного топлива. Идеальным регионом для его выращивания являлась Центральная Азия. Входившие в состав СССР Туркменистан, Узбекистан и южный Казахстан стали его «хлопковой житницей». Для орошения плантаций использовалась вода из бассейнов рек Амударьи и Сырдарьи — основных источников воды Аральского моря. В период до 1960-х расход воды компенсировался возвратным стоком из коллекторно-дренажных сетей, но с 1960-х этот баланс был резко нарушен. В 1954 году было начато сооружение Каракумского канала, отводящего из Амударьи в Туркменистан до 12-13 км³ воды ежегодно. Пятилетние планы производства требовали повышения урожая, ради чего вёлся беспрецедентный отбор воды для орошения, минеральные удобрения, ядохимикаты и пестициды вносились по принципу «чем больше, тем лучше», не производился севооборот. В 1960-х площадь орошаемых земель составила 4,7 млн га, из них хлопчатником были заняты 2,2 млн га. Интенсивный разбор воды из бассейнов Амударьи и Сырдарьи нарушил равновесие в системе Аральского моря, и оно начало высыхать. К концу 1960-х поступление воды в море снизилось на 8 км³/год, дополнительной нагрузкой стала естественная маловодность ряда лет. По современным оценкам, хозяйственная деятельность человека более чем на 70 % обусловила иссушение Арала, менее 30 % составили климатические факторы.
В тот период власти обсуждали экономическую целесообразность полностью исчерпать сток Амударьи и Сырдарьи для нужд сельского хозяйства. В 1960-х возобладала выдвинутая ещё в начале XX века точка зрения географа и климатолога Александра Воейкова, который назвал Арал «ошибкой природы», а его существование — нецелесообразной растратой земель, которые можно было бы экономически выгодно использовать в сельском хозяйстве и промышленности. Кроме того, ещё в середине 1920-х появился проект снижения уровня Арала ради развития орошаемого земледелия на его дне. Пересыхание Арала из-за сверхинтенсивного забора вод Амударьи и Сырдарьи было очевидно учёным уже к 1970-м.
| Показатели           | 1960  | 1965  | 1970   | 1976  | 1982   | 1989  | 1992 (БА/МА)   | 2002 (БА/МА)   | 2005 (БА/МА)  | 2009 (БА/МА) | 2014 (БА/МА)  |
| -------------------- | ----- | ----- | ------ | ----- | ------ | ----- | -------------- | -------------- | ------------- | ------------ | ------------- |
| Уровень воды, м      | 53    | 52,3  | 51,5   | 48,3  | 44,6   | 39,1  | 37,2 / 40,2    | 32 / 39,3      | 30,33 / 41    | 26,87 / 42,5 | 26 / 43       |
| Площадь, км²         | 68900 | 62380 | 58920  | 54670 | 47130  | 37760 | 31830/ 2710    | 18700 / 2580   | 15770 / 2860  | 6740 / 3290  | 4330 / 3400   |
| Объём, км³           | 1089  | 1066  | 941,23 | 970   | 578,65 | 470   | 240,17 / 20,28 | 110,84 / 18,44 | 89,79 / 22,52 | 33 / 11,52   | 11,09 / 11,67 |
| Солёность, ‰         | 10    | 10,81 | 11     | 14    | 18     | 30    | 35 / 30        | 60             | >60           | >100 / 10    | >150 / 8-10   |
| Речной сток, км³/год | 120   | 106   | 7,9    | 47    | 10     | 3     | 3              | 10             | 13            | 27,95        | 9,2           |

Забор воды из бассейнов Сырдарьи и Амударьи с 1950-х годов шёл колоссальными темпами. За период с 1954 по 1981 год было создано 15 искусственных водохранилищ с общим зеркалом в 1985 км², аккумулировавших 53 км³ воды. Стихийно проходило накопление воды в понижениях ландшафта — так образовались Арнасайская озёрная группа, Сарыкамыш и др. Значительную роль в потерях воды, не дошедшей до Аральского моря, играло испарение с поверхностей новых водных систем. Только крупные мелиоративные каналы, отводившие воду из дельт рек в отдалённые полупустынные районы, забрали свыше 15 % стока. Уже в конце 1960-х пересох пролив Аузы-Кокарал, Кокарал стал полуостровом. В конце 1970-х сток Сырдарьи перестал доходить до Аральского моря, к концу 1980-х его перестали достигать воды Амударьи. В период с 1971 по 1985 растущий дисбаланс между поступлением и потерями воды привёл к снижению уровня моря. Он снижался на 67 см в год, в общей сложности с 1960-х упав более чем на 20 м. В этот период начали звучать первые призывы остановить высыхание, рассматривалась возможность восполнить запасы Арала за счёт поворота сибирских рек. К концу 1990-х площадь засеянных орошаемых земель возросла до 7,4 млн га. Было создано 80 водохранилищ совокупным объёмом в 100 млн м³, общая длина оросительной сети составила 315,8 тыс. км. При этом рациональность водопользования была крайне низкой — ирригационное хозяйство велось без учёта, огромные потери происходили на всех участках, в результате до полей доходило не более 50 % забранной воды.
В 1985—1986 годах уровень Арала понизился до критической отметки в 41 м, после чего пересох пролив Берга и море разделилось на два изолированных водоёма — Северное (Малое) площадью около 3000 км², в которое впадает Сырдарья, и Южное (Большое), в которое впадает Амударья. Последнее стало прогрессивно засоляться, превратившись в гипергалинный водоём, в котором не смогла выживать эндемичная биота. После распада Арала падение уровня воды в Большом море составило 50 см в год. Уже в 2001 году остров Возрождения стал полуостровом.
После распада СССР временное снижение изъятия стока Сырдарьи привело к тому, что вода снова стала поступать в русло канала Берга и перетекала из Малого в Большое. К концу мая 1992 года за секунду по нему проходило 100 м³ воды, наметилась тенденция к его размытию и углублению. При её сохранении углубляющийся канал мог достичь устья Сырдарьи и спровоцировать её поворот из Малого Арала в Большой, что привело бы к пересыханию первого. В 1992 году вокруг Аральска была построена песчаная дамба, которая должна была уберечь от дальнейшего высыхания Малый Арал. Естественный подъём воды в начале 1993 года размыл её, новая дамба была создана в 1997-м. Она была разрушена в 1999-м году при повышении стока Сырдарьи. Вместо неё к 2005 году на средства Всемирного банка была построена Кокаральская плотина, благодаря которой абсолютный уровень воды в Малом Арале поднялся до 42 м. Произошло распреснение вод, сформировался новый состав ихтиофауны, возродилось промышленное рыболовство.
В 2002 году уровень Аральского моря составлял 31 м, объём сократился на две трети, а площадь поверхности снизилась больше чем в два раза. С 2001 по 2010 год не было зафиксировано ни одного сброса воды из Малого Арала в Большой. В 2006 году глубоководная восточная часть Большого Арала — залив Тще-Бас — отделилась в самостоятельный водоём. В маловодном 2008 году Восточное море потеряло 4 м глубины, 3 из которых вернулись в 2010-м. В 2010-м через плотину в проливе Берга поступил значительный объём воды, однако она была поглощена впадинами на северной границе и до Большого Арала не дошла. Восточный бассейн Большого моря полностью отрезан от речного питания и в зависимости от сезона представляет собой обширное мелководное озеро, если в него сбрасывается излишек воды из Малого моря по проливу Берга, или сухой солончак. С конца 2009 года наблюдаются колебания состояния Восточного бассейна, в августе 2014 года впервые было зафиксировано его полное высыхание.

## Современное состояние
За период с 1960 по 2016 год общая площадь Аральского моря (считая совокупно современные Большой и Малый Арал) уменьшилась в девять раз, общий объём сократился в 21 раз.
По состоянию на 2019 год Аральское море было разделено на пять периодически сообщающихся водоёмов: Большой Арал, распавшийся в 2001 году на восточную и западную части, Малое море, залив Тще-Бас и Центральный Арал. Западный бассейн Большого моря питают подземные воды, благодаря которым замедляется высыхание, однако в целом водный баланс остаётся отрицательным и продолжает расти солёность. С восточной частью его соединяет пролив Узун-Арал.
Центральный Арал представляет собой мелководное обширное озеро, поросшее тростником. В западной части оно имеет солёность около 70 г/л. Режим озера нестабилен и сильно варьирует в зависимости от сезона и общей водности каждого года. Зимой и весной увеличенный сток Сырдарьи доходит до него из Малого через Большой Арал, в летне-осенний период Центральный Арал может полностью высыхать.
Тущыбас превратился в остаточный водоём, его состояние зависит от грунтовых, дождевых и талых вод, весной и зимой его подпитывают стоки из Малого Арала.

## Экологические последствия
Всемирная метеорологическая организация называет усыхание Арала одним из крупнейших антропогенных экологических кризисов XX века. Исчезновение моря оказало системный негативный эффект на флору, фауну, ландшафт и климат Приаралья. Море смягчало осенние и зимние холодные ветры, приходящие из Сибири, и остужало летнюю жару. После высыхания климат над бывшей акваторией и в радиусе 50—100 км от неё стал более континентальным и засушливым, зимы стали холоднее на 1—2 градуса, тогда как летние температуры выросли на 2—2, 5 градуса. Количество атмосферных осадков сократилось в несколько раз. На месте дна отступившего моря образовалась песчано-соляная пустыня Аралкум площадью 6 млн га, из которых 3,2 расположены на территории Узбекистана, примерно 2,8 — на территории Казахстана.
В узбекской части Приаралья зоной, потерпевшей наибольший ущерб от высыхания Арала, являются четыре района Каракалпакстана: Муйнакский, Бозатаузский, Кунградский, Тахтакупырский, в Казахской части — Аральский и Кызылординский районы Кызылординской области. В Казахстане зонами экологической катастрофы объявлены Аральский и Казалинский районы Кызылординской области, Челкарский район Актюбинской области; зонами экологического кризиса — город Кызылорда и его области, город Байконур. Предкризисными считаются Арысь, Байганинский, Иргизский, Мугалжарский, Темирский районы Актюбинской области, Улытауский район Карагандинской области, а также Отрарский, Сузакский, Чардаринский районы и город Туркестан Южно-Казахстанской области.

### Деградация экосистем
Изменение режима водного питания Аральского моря запустило целую цепочку перемен, затронувших экосистемы бассейнов рек Амударьи и Сырдарьи. Море обладало формирующим эффектом на климат в зоне до 200 км от прибрежной полосы. К 1974 году пересохли 30 озёр общей площадью в 7 тыс. га, заросли тростника сократились с 600 тыс. га в 1961 до 100 тыс. га. Лугово-болотные почвы, прежде занятые тростником, подверглись засолению. Из-за падения уровня грунтовых вод погибли тугайные леса. Из 173 видов животных сохранилось 38, популяции которых крайне уязвимы. Например, до высыхания Арала поголовье сайгаков в Приаралье достигало 1 млн особей. Популяция сайгака на территории бывшего острова Возрождения была уникальна — срок её изоляции составлял не менее 400 лет, численность на конец XIX века превышала несколько тысяч. После отступления моря, когда остров Возрождения стал полуостровом, животных стали отлавливать браконьеры, ещё больший ущерб нанесло снижение кормовой базы. На 2015 год численность сайгаков не превышает 150—200 особей.
Колоссальный урон был нанесён ихтиофауне — сокращение площади моря и рост солёности привёл к исчезновению практически всех эндемичных видов, численность рыбы в прилегающих озёрных системах сократилась в 20 раз. До середины XX века в Аральском море водилось около 30 видов рыб, из них 10 были завезены искусственно для повышения промысловых уловов. Эндемичные виды включали аральского усача, леща, сазана, жереха, плотву, щуку, сома, судака, они составляли до 85 % улова. С ростом минерализации к 1970-м все они вымерли. Для промышленного лова в 1978—1987 годах в море подселили азово-черноморскую камбалу Platichthys flesus luscus. К 1990-м осталось только пять видов, в 2002 — два, атеринка и камбала. С 2004 года в Большом Арале рыбы не осталось вообще. Из 160 видов фитопланктона и водорослей к 2005 сохранились 60. В Малом море на 2013 год представлены 13 видов рыб.

### Почвы
Высыхание Арала привело к резкому опустыниванию Приаралья и спровоцировало засоление его земель. Из-за недостатка влаги бывшие гидроморфные почвы превращаются в солончаки за 3—5 лет. Например, в Каракалпакстане в 1975 году 43 % орошаемых земель были засолены, в 1985 — 80 %, а в 1997 — уже 93 %. В среднем, за 8-10 лет приморские солончаки превращаются в песчаные почвы. К 2000 году в бассейне Сырдарьи высохло 750 тыс. га. Помимо иссушения, остро стоит проблема загрязнения: вещества, которыми обрабатывали сельскохозяйственные земли, со стоками попадали и накапливались на дне Арала. После отступления моря ветер стал разносить эти поллютанты и контаминировать всё больше земель. На конец 2006 года только на территории Узбекистана 785 тыс. га осушенного дна моря представляли собой зону высокого экологического риска. Пробы почв в посёлке Айтеке-Би Аральского региона Кызылординской области в 2015 году показали превышение предельно допустимой концентрации сульфатов в 248,1 раза и хлоридов в 24,5 раз. Анализы в 2017 году демонстрировали превышение ПДК сульфатов уже в 468,12 раза, хлоридов — в 5,57.

### Пыльные бури
Ландшафт пересохшего морского дна является нестабильным и представляет экологическую опасность для человека. Согласно расчётам учёных, только 40 % территорий отступившего моря являются безвредными, 25 % представляют среднюю и 35 % — высокую опасность, причём прослеживается активная динамика к увеличению доли последних. Разрежённые солончаки и дюны при сильных ветрах, которые наблюдаются в Приаралье 30—50 дней в году, развиваются в интенсивные пыльные бури, шлейф пыли достигает в длину 600 км, а высота подъёма частиц — до 4 км . В зависимости от направления ветра он доходит до городов Кызылорды, Байконура, Шалкара, Нукуса и др. Уже в 1970-х пыльные бури достигали таких масштабов, что были видны из космоса. Солевые отложения на высохшем дне Аральского моря содержат большие количества пестицидов, гербицидов и удобрений, использовавшихся при орошении хлопковых полей и затем поступавших в море с речным или подземным стоком. Вдыхание воздуха с токсичной пылью пагубно для здоровья людей и животных. Ежегодно со дна Аральского моря ветрами поднимается от 60 до 100 млн тонн пыли и соли. Ядовитые соли Аральского региона обнаружены в крови пингвинов Антарктиды, на ледниках Гренландии, а также в лесах Норвегии, на полях Белоруссии и т. д. Учёные отмечают, что с каждым годом интенсивность и частота пыльных бурь в Приаралье растёт. Пыльные бури провоцируют процесс вторичного опустынивания. Мощные струйные атмосферные течения, идущие с запада на восток, переносят аэрозольные смеси пыли и солей со дна Арала на поверхность ледников Тянь-Шаня и Памира. Загрязнение ледников усиливает и без того активное таяние, вызванное глобальным изменением климата.

### Влияние на здоровье людей
Пыльные бури и солеперенос являются крайне негативными экологическими факторами, прямо влияющими на здоровье людей. В зависимости от фракции частиц варьирует время жизни и распределение аэрозолей — грубодисперсные оседают за 1—3 дня, а тонкодисперсные аэрозоли могут находиться в воздухе до нескольких месяцев.
У жителей Приаралья растёт распространённость заболеваний глаз и органов дыхания, анемии, сахарного диабета, респираторных и онкологических заболеваний. С 1960-х частота случаев ишемической болезни сердца выросла в 18 раз, пневмонии— в 19, хроническим бронхитом — в 30 раз. Нарушение качества питьевой воды приводит к росту почечнокаменных заболеваний: у сельского населения Каракалпакстана частота случаев выросла в 4,2 раза. В Приаралье регистрируются чрезвычайно высокие показатели детской смертности и заболеваемости. По оценке учёных, не менее 46,4 % болезней органов дыхания у детей вызваны загрязнением воздуха сульфатами из-за пылевых бурь, для взрослых этот показатель составляет 38,9 %.
Одной из серьёзных опасностей является превращение острова Возрождения в полуостров. В советское время на острове находился закрытый город Аральск-7 (Кантубек), где работал центр изучения смертельно опасных заболеваний: сибирской язвы, бубонной чумы, бруцеллёза, туляремии. Полигон в южной части острова использовался для полевых испытаний: в зоне поражения расставлялись клетки с подопытными животными, с самолётов их опыляли образцами бактериологического оружия, затем проводили лабораторные исследования, а полигон обеззараживали. В 1990-х была свёрнута программа разработки биологического оружия, предприятие и город закрыли, полуторатысячное население эвакуировали в кратчайшие сроки, а опасные материалы захоронили в могильниках. Не все из захороненных агентов были дезактивированы, споры сибирской язвы до сих пор обнаруживаются в почве, в частности, в останках неучтённых погибших животных.

### Экономические последствия
Широкомасштабный забор воды из бассейнов Сырдарьи и Амударьи, приведший к иссушению Арала, был продиктован в первую очередь экономическими причинами. С 1960-х население региона выросло в 2,7 раза, сельскохозяйственные площади — в 3 раза, а производство продукции — в пять раз. Однако уже с 1980-х по всей зоне Приаралья снижается плодородность почв и урожайность выращиваемых культур из-за засоления и загрязнения почв вследствие пылевого переноса с осушенных участков дна. К 2017 году в Муйнакском районе уровень засолённости земель достиг 96 %, в Каракалпакстане превысил 80 %, показатели урожайности упали в два раза. В Казахстане из года в год ухудшается качество зерна, с 1990-х до 2019 на 40 % сократилась площадь посевов сельхозкультур.
Высыхание Арала нанесло серьёзный удар по портам Аральск, Муйнак и Казахдарья. До 1970-х в рыболовстве были заняты свыше 60 тыс. человек, к концу 1980-х остановка промысла из-за осушения моря вызвала массовую безработицу среди местного населения.
Суммарные прямые и косвенные потери от экологической катастрофы в Приаралье оцениваются в 144,83 млн $.

## Прогнозы
По мнению научного сообщества на 2021 год, вернуть Аральское море в прежнем объёме невозможно. При условии полной остановки забора воды и восстановления ежегодного речного стока до 56 км³ потребовалось бы от 100 до 200 лет, чтобы вновь наполнить Аральское море. При этом за период с 1992 по 2011 год средний ежегодный сток составил 5,9 км³. Такой уровень являлся увеличенным из-за таяния Тянь-Шаньских ледников, в перспективе их истощение приведёт к снижению стока. Поэтому будущее Малого и Большого Арала рассматривается раздельно. При сохранении объёма поступления воды в 5,4 км³/год Западный Большой Арал должен стабилизироваться на отметке в 21 м и площади около 2560 км². Рост минерализации может дойти до 200 г/л, превратив водоём в аналог Мёртвого моря или озера Урмия. Тенденции развития Малого моря заставляют учёных полагать, что оно постепенно превратится в пресноводный водоём.
Существенно облегчить ситуацию могло бы увеличение контроля за расходом воды в сельском хозяйстве и модернизация ирригационных систем. Однако стоимость подобных работ превышает несколько миллиардов долларов США, которые, по данным на 2019 год, правительства Узбекистана и Казахстана предоставить не готовы.

## Проекты восстановления
До начала «перестройки» информация о высыхании Арала была засекречена, публикации исследователей были доступны крайне ограниченному кругу лиц. Первый план восстановления был одобрен властями в 1980-х: тогда собирались создать канал от Кургана до Кызылорды, пересекающий Сырдарью и доходящий до Амударьи, который бы использовался для орошения полей и также подпитывал Аральское море. Проект свернули в 1986-м из-за недостатка финансирования.
4 января 1993 года в Ташкенте был основан Международный фонд спасения Арала, в который вошли государства его бассейна — Казахстан, Кыргызстан, Узбекистан, Таджикистан и Туркменистан. Главными задачами фонда были поставлены: спасение моря, улучшение качества жизни населения территорий, затронутых экологической катастрофой, привлечение международных финансовых спонсоров и рационализация использования водных ресурсов рек, впадающих в Арал.
Существенно различается политика в отношении водного кризиса у двух основных стран бассейна Аральского моря — Казахстана и Узбекистана. В 2000—2003 годах совместно с нидерландской компанией Resource Analyze был запущен проект «Интегрированное управление водными ресурсами для восстановления ветландов Аральского бассейна», в рамках которого предполагалось создание водохозяйственного комплекса в дельте Амударьи, объединяющего озёрные системы Судочье, Междуреченское, Рыбачье, Муйнак, Джилтырбас, новые водоёмы бывшего залива Аджибай. Проект предполагал реконструкцию Междуреченского водохранилища с установкой дамб на уровне 60 м, создание трёх новых водоёмов, а также реконструкцию канала Главмясо, Муйнакского и Джылтырбасского резервуаров. На 2002 год оценочная стоимость проекта составила 96,2 млн $. Хотя Всемирный банк согласился предоставить заём на его реализацию, правительство Узбекистана решило вести работы за счёт национального бюджета. В результате созданные объекты комплекса не работают в нужном режиме, на 2017 год реконструкция Междуреченского водохранилища не завершена. Все реализованные меры проекта были созданы на казахской половине Арала силами Казахстана. В ноябре 2002 года был запущен проект «Регулирование русла реки Сырдарьи и сохранение северной части Аральского моря» (РРССАМ-1). С помощью кредита от Всемирного банка в 64,5 млн $ и 21,29 млн $ из бюджета Казахстана были построены гидроузел Аклак, благодаря которому вода из Сырдарьи стала попадать в залив Большой Сарычеганак, и комплекс сооружений Айтек, а также защитные дамбы на Сырдарье. Благодаря проекту удалось поднять уровень воды в Малом Арале до 42,2 м, снизить минерализацию до 12 г/л и увеличить общий объём воды на 11,5 км³. Удалось приблизить море к Аральску от отметки в 74 до 17 км.
В 2016 году Киргизия вышла из Фонда спасения Арала, заявив, что организация не учитывает интересы государства: за более чем 20 лет не было реализовано ни единого проекта в сфере ирригации и гидроэнергетики на территории КР. Страна вновь вошла в МФСА в 2018 году, когда фонд согласился пересмотреть принятые в конце XX века решения, модернизировать отдельные структуры и договорно-правовую базу. В 2019 году Россия была принята в МФСА в качестве наблюдателя.
В 2018 году стартовал проект РРССАМ-2, в который входят следующие этапы:
- восстановление левобережного шлюза-регулятора Кызылординского гидроузла;
- спрямление русла реки Сырдарья на участках Корганша и Турумбет;
- возведение защитных дамб в Казалинском и Кармакшинском районах;
- строительство автодорожного моста около посёлка Бирлик;
- восстановление Камышлыбашской и Акшатауской озёрных систем в Аральском районе;
- устройство рыбоотпугивающей установки у Кокаральской плотины;
- реконструкция и расширение выростных прудов на участке Тастак Камышлыбашского рыбопитомника[4][49][113].

Результатом проекта должно стать повышение уровня Малого Арала до отметки 48—50 м с переносом водосброса из пролива Берга в Аузы-Кокарал, для чего также потребуется поднять уровень Кок-Аральской плотины на 6—7 метров.
В 2020 году Южная Корея выделила 1 млн $ на помощь населению Приаралья через программу развития ООН, крупные пожертвования также совершили ЕС, Норвегия и Финляндия. В феврале 2021 года с Германией было подписано соглашение, по которому Узбекистан и Казахстан получат от неё 8 млн евро в рамках четырёхлетнего проекта «Экологически ориентированное региональное развитие в Приаралье», который включает в себя многоуровневое сотрудничество, передачу опыта, научной информации, помощи в цифровизации и создании современных геоинформационных систем.
В 2021 году стартовал один из этапов РРССАМ-2 — проект «Озеленение осушенного дна Аральского моря: пилотирование закрытой системы выращивания саксаула». Первые опытные посадки саксаула для закрепления солончаковых почв начались ещё в 1970-х годах. К 2020 году на казахстанской части Аральского дна саксаулом засажено свыше 300 тыс. га. По расчётам учёных, четырёхлетний саксаул на площади 1 га ежегодно поглощает 1158, 2 кг углекислого газа, вырабатывает 835,4 кг кислорода и удерживает свыше 800 тонн песка ежегодно. Однако пустынным растениям подходит не все почвы высохшего дна: зоны, откуда море ушло 1970-х и 1980-х, в настоящее время представляют собой засоленные глины, на которых приживаемость саженцев и всхожесть семян невелики.
Учёные Узбекистана предлагают расширить существующую в Приаралье систему озёр и создать защитные зелёные полосы из зарослей тростника, камыша и рогозы. В 2017 году стартовал проект создания «зелёного пояса» шириной от 200 до 1000 м и длиной до 70 км. По оценке одного из ведущих специалистов по проблеме высыхания Арала, при успешном развитии проекта высадки зелёных полос в срок до 12 лет экологическая ситуация в Приаралье должна значительно улучшиться.
Жители Приаралья уверены, что правительство Узбекистана не стремится к возрождению Арала, так как заинтересовано в крайне выгодной с экономической точки зрения добыче нефти и газа на осушенном дне. Узбекская сторона бывшего моря, действительно, стала зоной активной разведки и добычи нефти и газа: c 2004 года «Газпром» разрабатывает месторождение Шахпахты в Кунградском районе, а с 2006 «Лукойл» реализует проект разработки на месторождении «Западный Арал». Прогнозируемые инвестиции в развитие добычи нефти и газа составят до 300 млн $ к 2051 году. После 2017 года было открыто 16 месторождений. В 2020-м к разработке подключилась российская Росгеология, основавшая для этого дочернюю компанию Rosgeo Uzbekistan. Потенциальное поднятие вод в Аральском море приведёт к затоплению ныне осушенных участков дна и осложнит разведку и добычу.
Основные усилия направлены на создание оптимальных гидроэкологических условий для оставшихся водных объектов Аральского моря, включая дельты рек, водно-болотные угодья и озера.
Одним из примеров успешного восстановления водных ресурсов является проект реабилитации Северного Аральского моря, начатый в 1994 году. Построенная в 2006 году Кокаральская плотина позволила увеличить объем водоема до 27 кубокилометров, что привело к улучшению микроклимата и возрождению рыбной отрасли. Увеличение объемов вылова рыбы до 7-8 тысяч тонн в год дало возможность экспорта рыбы в страны Европейского союза, Россию, Китай и другие государства, что положительно сказалось на социально-экономическом развитии региона.
Кокаральская плотина стала знаковым экологическим проектом в Центральной Азии, привлекая внимание международного сообщества.
Будущее водных ресурсов региона во многом зависит от рационального управления и внедрения передовых технологий водосбережения. Государственная программа по развитию рыбного хозяйства и аквакультуры, а также внедрение засухоустойчивых культур и передовых технологий переработки, играют важную роль в снижении нагрузки на водные ресурсы.
На 18 сентября 2024 года намечено проведение заседания Правления МФСА и координационной встречи Исполкома МФСА с международными партнерами по развитию, где будут обсуждаться дальнейшие меры по спасению Аральского моря.

## В искусстве
История высыхания Арала упоминается во множестве литературных и художественных произведений, среди которых:
- Роман «Заир» Пауло Коэльо. Один из персонажей, Михаил, родом из Казахстана. В беседе он раскрывает проблему усыхания Аральского моря, а также другие последствия изменения течения рек Амударьи и Сырдарьи[124].
- Кинофильм «Игла» (1988) режиссёра Рашида Нугманова с Виктором Цоем в главной роли. В картине показано ржавеющее на дне Аральского моря судно «Гидролог»[125].
- Художественный фильм «Псы» (1989) режиссёра Дмитрия Светозарова раскрывает трагедию взаимоотношений человека и природы, возникшую в результате высыхания Аральского моря. Сюжет картины рассказывает об экспедиции охотников, отправившихся в некогда полный жизни и воды, а теперь брошенный безлюдный город на бывшем берегу Аральского моря, для отстрела одичавших бродячих собак[125].
- Документальный фильм «Завтра море» (2016) Катерины Суворовой рассказывает о казахстанцах, чью жизнь навсегда изменил уход моря[125].
- Художественный фильм «В ожидании моря» (2013) режиссёр Бахтиёр Худойназаров.
- Видеоклип на песню «Louder than Words» (2014) с прощального альбома «The Endless River» группы Pink Floyd посвящён проблемам Аральского моря[126].
- Видеоигра Syberia, действие последнего эпизода которой разворачивается в бывшем курортном городе Аралабад, а ныне соляной пустыне на берегу высохшего моря.